# Ca n'Oriol (Rubí)
Ca n'Oriol és un edifici del municipi de Rubí (Vallès Occidental) que dona nom a un barri. L'edifici és una obra protegida com a bé cultural d'interès local.

## Descripció
Prototipus de casa pairal catalana que presenta una estructura formada per planta baixa i dos pisos, amb obertures en tots ells. Les finestres estan decorades amb elements del gòtic del segle xiv i alguna d'elles ha estat reconstruïda. La porta d'entrada és d'arc de punt rodó adovellat. Es va construir com un petit pòrtic a l'entrada que és d'època posterior. Les finestres més característiques són les que corresponen a un primer pis.

## Història
Els Oriols en els seus orígens eren pagesos. La masia s'anomenava Can Bezes i l'any 1161 Ramon de Vallvidrera i la seva muller Dolsa, van fer donació al monestir de Sant Cugat de la meitat del mas de Can Bezes. Al segle xiv apareixen els Oriols com a propietaris (1361-1370) exercint el càrrec de batlles feudals dels senyors del castell. Van ser agricultors explotant altres terres arrendades. Antoni Oriol va ser notari reial per concessió del rei Carles l'any 1674 i va ocupar diferents càrrecs administratius a Barcelona. El 1688, era notari Jurat en la Cort del Veguer.

## Barri
Ca n'Oriol és un barri situat al nord-est del municipi de Rubí, al Vallès Occidental i rep el seu nom a partir de la històrica Masia de Ca n'Oriol. La zona no es va urbanitzar fins als anys 50-60, quan les onades d'immigrants procedents d'Espanya van fer créixer la ciutat ràpidament. Els nouvinguts van construir els seus habitatges als afores del nucli urbà, a prop de la zona de la Masia de Ca n'Oriol.
Actualment, aquest és un dels barris més habitats de Rubí i un dels més dinàmics socialment. Disposa de dues associacions de veïns (Associació de Veïns de Ca n'Oriol i Associació de Propietaris Rubí 128) i tres centres educatius: dos centre d'educació primària (CEIP Teresa Altet i CEIP El bosc) i un centre d'Educació Especial (CEE Ca n'Oriol).